# Суданская футбольная ассоциация
Суданская футбольная ассоциация (англ. Sudan Football Association, араб. الإتحاد السوداني لكرة القدم‎) — организация, осуществляющая контроль и управление футболом в Судане. Штаб-квартира располагается в Хартуме. Организация основана в 1938 году; с 1948 года является полноправным членом ФИФА. Наряду с национальными ассоциациями Египта, Эфиопии и ЮАР в 1957 году стала одним из основателей Африканской конфедерации.
Ассоциация организует деятельность и управляет национальными сборными Судана по футболу (мужской, женской, молодёжными и юношескими). Под эгидой ассоциации проводятся чемпионат, Кубок и Суперкубок страны.

## Скандал с выборами президента
28 июня 2017 года ФИФА приостановила членство Суданской футбольной ассоциации и запретила участие суданских клубов и национальных сборных в турнирах под своей эгидой. Причиной отстранения были названы незаконные выборы, из-за которых новым главой ассоциации стал Абдель Рахман Сир аль-Хатим. 13 июля деятельность организации была полностью восстановлена.

## Руководство
| Должность             | Имя               |
| --------------------- | ----------------- |
| Президент             | Камаль Шаддад     |
| Вице-президент        | Аамир Мохамед     |
| Генеральный секретарь | Хассан Абу Габаль |
| Казначей              | Усама эль-Мнам    |